# استیسی نومن-دنیز
استیسی نومن-دنیز (انگلیسی: Stacey Nuveman-Deniz؛ زادهٔ ۲۶ آوریل ۱۹۷۸) بازیکن سافت‌بال اهل ایالات متحده آمریکا بود.